# Hallelujah les collines
Pour plus de détails, voir Fiche technique et Distribution.
Hallelujah les collines (Hallelujah the Hills) est un film américain réalisé par Adolfas Mekas, sorti en 1963.

## Synopsis
Quand Jack et Leo, qui depuis sept ans aiment tous les deux Vera, se décident à la demander en mariage, ils découvrent avec consternation, qu'elle a épousé « l'horrible Gédéon ». Pour se remettre de leur déception et tenter d'oublier Vera, ils s'en vont parcourir les forêts du Vermont couvertes de neige, faisant les fous et dormant sous la tente. Mais ils n'arrivent pas à oublier la femme qu'ils aiment, chacun la revoyant, en flashbacks, de façon très personnelle : Leo se souvient de ses visites annuelles à Vera chaque été, tandis que Jack se remémore les visites annuelles qu'il lui faisait chaque hiver. Tout à leurs souvenirs, ils enchainent les cuites, et les péripéties : feu de camp qui devient incendie, chasse à l'ours, découverte d'un arbre à femmes, le réalisateur rendant, au passage hommage à D. W. Griffith et à son film À travers l'orage... Leur rencontre avec deux détenus évadés va mettre un terme à leur périple.

## Fiche technique
- Titre original : Hallelujah the Hills
- Titre français : Hallelujah les collines
- Réalisation : Adolfas Mekas
- Scénario : Adolfas Mekas
- Photographie : Ed Emshwiller
- Décors : Shi Zen
- Costumes : Barbara Stone (Bathsheba)
- Son : Ray Malon et Philip Burton Jr. (en)
- Montage : Louis Brigante et Adolfas Mekas
- Musique : Meyer Kupferman (en)
- Assistant réalisateur : Jonas Mekas
- Production : David C. Stone[2]
- Société de production : Vermont Films
- Pays d'origine :  États-Unis
- Format : Noir et blanc - 35 mm - 1,66:1
- Genre : comédie
- Durée : 88 minutes
- Dates de sortie : mai 1963, Semaine de la critique[3], Festival de Cannes ; 6 novembre 1963, sortie publique, France ; 16 décembre 1963,  États-Unis.Le film a été édité en DVD en 2009, par Re:Voir Vidéo, avec un conséquent matériel critique sous forme de plaquette[4] : France

## Distribution
- Peter Beard : Jack
- Martin Greenbaum : Leo
- Sheila Finn : Vera vue par Jack (Vera d'hiver)
- Peggy Steffans : Vera vue par Leo (Vera d'été)
- Jerome Raphael : le père
- Blanche Dee : la mère
- Jerome Hill : le premier détenu
- Taylor Mead : le second détenu
- Ed Emshwiller : Gédéon

## Appréciations critiques
« C'est, au-delà de la drogue, une certaine forme poétique de burlesque (donc de santé) que l'on retrouve. Le film se présente comme la réalisation immédiate de tout ce qui peut se dire de plus « dingue » au cours d'une soirée entre amis.[...] Le style s'accorde parfaitement au propos : c'est improvisé et filmé comme ça se présente, c'est-à-dire n'importe comment, donc avec une perpétuelle liberté de caméra qui s'oppose à la fixité du burlesque classique. »

— Barbet Schroeder, Cahiers du cinéma n° 145, juillet 1963

« Ce film est aérien. Chaque farce, chaque happening, c'est-à-dire chaque plan, est une leçon sans poids qui montre que le bonheur est quand même gai »

— François Weyergans, Cahiers du cinéma n° 153, mars 1964